# Transmetal
Transmetal es una banda mexicana de thrash metal fundada en 1987 en Ciudad Azteca, Ecatepec de Morelos por los hermanos Lorenzo, Juan y Javier Partida junto con el vocalista Alberto Pimentel, formación que ha tenido muchos cambios a lo largo del tiempo.  
Su sonido se aproxima a un moderno y pesado thrash metal con influencias de death metal. Con más de 30 producciones, Transmetal ha sido la banda que más ha desarrollado el metal en México logrando fama a lo largo de todo el continente americano, así mismo en el europeo y otros países en el mundo. Bandas como A.N.I.M.A.L., Disgorge han participado en un álbum tributo a Transmetal.
En 1994 la banda tuvo una aparición en MTV. Sacaron un disco El infierno de Dante grabado por Scott Burns en Morrisound, con los coros de Glen Benton de Deicide que casi vendió 100 mil copias.

## Historia

### Inicios (1986-1988)
En 1985 fue el año en el que, tras meses de ensayos y preparativos, el grupo debuta llevando el nombre de "Temple de Acero".
El comienzo fue tan incierto que varias veces hubo cambio de integrantes; fue un año después cuando el grupo se estabilizó y empezó a tener algo de reconocimiento en pequeños foros y preparativos, logrando, lo más significativo, que publicaran una foto de ellos, en la revista Conecte, en la que los exhortaban a seguir adelante.
En aquellos días el grupo tocaba, en su mayoría, covers de bandas como Celtic Frost, Scorpions, Black Sabbath o Accept, que alternaban con algunos temas propios. En el invierno de 1986, dos de sus integrantes deciden abandonar la banda.
En 1987, Javier Partida y Juan Partida no desisten de su deseo e invitan a Alberto Pimentel (actualmente vocalista de Leprosy), un amigo que frecuentaba los ensayos de Temple de Acero y quien también tenía las mismas inquietudes y gustos musicales. Después de algunos días, se les uniría en el bajo su hermano Lorenzo Partida, quien años más tarde llegaría a ser mánager de la banda tras la salida de Juan Santos, sería él quien ya tenía en la mente el nombre de Transmetal, el cual se le ocurriría mientras trabajaba como supervisor de descargas en la central camionera de Vallejo y al ver el término "Trans" de camiones de transporte de varias empresas. Al conocer el nombre del grupo estadounidense Metal Church, se le ocurrió el nombre de "Transmetal". Con esta alineación, logran grabar su primer demo Velocidad, Desecho y Metal. Lo que les ayudó a concretar un contrato con la compañía discográfica Avanzada Metálica.
El primer álbum oficial de estudio del grupo fue Muerto en la Cruz, producido por Víctor Baldovinos (de Iconoclasta) en 1988 y al cual le sucedería el EP Desear un Funeral al siguiente año. Después de grabar su tercer disco oficial con el grupo (Sepelio en el Mar de 1990), Alberto Pimentel sale de la agrupación para formar su proyecto solista y su lugar sería tomado por el vocalista Alejandro González, además de Juan Carlos Camarena como guitarrista secundario.

### Después de la salida de Alberto Pimentel (1990-1992)
La nueva alineación debutó en la grabación de un nuevo álbum de estudio que salió a la venta en México en diciembre de 1990 bajo el título de “Zona Muerta”, el cual fue presentado por primera vez en vivo en la famosa gira “New Titans Over Mexico Tour” al lado de Sepultura, Sacred Reich y Napalm Death en septiembre de 1991 y de la cual fueron la gran revelación. Esto les dio pie y suficiente experiencia para volver a alternar el escenario con grupos extranjeros como Deicide, Sick of It All y Nuclear Assault en el festival denominado “Mexican Mosh” en 1992.
1992, un año lleno de logros y satisfacciones para el grupo también marcó la salida de sus dos nuevos integrantes quienes se despiden después de la presentación del primer disco doble en vivo de Transmetal, grabado en Ciudad de México, y que marcó su despedida de la discográfica Avanzada Metálica.

### El Infierno de DanteyMéxico bárbaro(1993-1997)
Alberto Pimentel vuelve a retomar los vocales para iniciar la primera gran gira por todo el territorio mexicano donde Transmetal era la atracción principal de un cartel que compartían con Inquisidor y Mortuary. Esta gira llevó a Transmetal a los niveles más altos de su historia hasta entonces, abriéndoles grandes puertas como el poder alternar el escenario en marzo de 1993 con los mayores grupos norteamericanos de su tiempo en el festival “Mexican Mosh” al lado de Kreator, Overkill y Monstrosity entre otros.
Luego Discos y Cintas Denver, el más importante sello discográfico independiente mexicano, los firmó para que no sólo distribuyera su siguiente disco Crónicas de Dolor, sino que los llevaría a realizar su mayor sueño hasta entonces: su primera grabación de estudio realizada en el extranjero, en los afamados Morrisound Recording en Tampa, Florida en septiembre de 1993, con la participación de grandes personalidades como el cantante Glen Benton (Deicide) y el renombrado productor Scott Burns detrás de los controles.
El Infierno de Dante se considera un clásico del Metal mexicano, únicamente de la portada se imprimieron y vendieron cerca de 10 000 playeras, y fue lanzado simultáneamente en versión española e inglesa, en México y EE. UU., quizás el disco más importante de su carrera. 
Ese mismo año, la banda lanza su primer video promocional de la canción que da título al álbum. Hasta la fecha, este disco ha vendido más de 100 mil copias únicamente en México.
Después de este trabajo el grupo se toma 3 años para maquinar su siguiente producción: México Bárbaro el cual los lleva nuevamente trabajar con Scott Burns a los Morrisound Recording. Y en esta ocasión George "Corpsegrinder" Fisher -vocalista de Cannibal Corpse- participa en los temas "México Bárbaro" y "Ceveline", además de Graham Howard en los teclados de los tracks "México Bárbaro" y "Elegiaco". Después del Tour para promocionar el disco y que los llevaría a realizar importantes participaciones en medios norteamericanos como “MTV Latino” en Miami, Florida y en importantes festivales como “The Expo of the Extreme”, el vocalista Alberto Pimentel abandona la agrupación por segunda ocasión para retomar en forma definitiva su antiguo proyecto solista.

### Las alas del emperador(1998-2000)
Aunque se especulaba mucho sobre la posible disolución del grupo por la salida de Pimentel, los hermanos Partida se trasladan en el verano de 1998 a los famosos CRC Estudios en Chicago para unirse al productor Jeff Lane y comenzar con la realización de un nuevo disco que llevaría por nombre “Las alas del emperador”. Este disco representó un reto para la banda ya que en esta grabación se incorporan Ernesto y Mauricio Torres (Ex-Panic), quienes asimilaron la idiosincrasia del grupo e iniciaron una nueva etapa en la historia de Transmetal, la cual los llevaría a reafirmar la presencia del grupo en numerosos festivales de corte anglosajón por todo Estados Unidos.
Aquí se incluye un cover del grupo Motörhead versión en español el cual resultó todo un éxito. La presentación de “Las alas del emperador” ocurrió en julio de 1999 en un magno evento realizado en un lugar emblemático del metal en México, “Arena Adolfo López Mateos” en Tlalnepantla, el cual fue grabado y filmado para la realización de un álbum doble en vivo y un vídeo que llevó por título “XIII años en vivo”, el cual fue muy importante en la carrera del grupo porque se trataba de la primera grabación en vivo con la nueva alineación.

### DesdeDebajo de los cielos púrpurahastaEl amor supremo(2000-2003)
Un año después, en julio del 2000, buscando siempre mejorar sus producciones, el grupo se traslada a Hammond, Indiana, EE. UU., y se encuentra con el músico y productor Mike Sheffield con el cual se identifican de inmediato y comienzan a trabajar en dos nuevos proyectos al mismo tiempo, “Debajo de los cielos púrpura” y “Tristeza de Lucifer”.
Al terminar la grabación y mezcla de ambos discos, el grupo regresa a la Ciudad de México para concretar y preparar su primera gira por tierras sudamericanas, la cual inició a mediados agosto de 2000 con un evento en la ciudad de Bogotá, Colombia ante más de 1000 personas.
De ahí las presentaciones se prolongaron por ciudades como Manizales y Cali en Colombia; Quito (donde reunieron a más de 3000 personas en un solo show sin el apoyo de ninguna otra banda local) y Cuenca en Ecuador; Lima y Arequipa en Perú; y La Paz y Santa Cruz en Bolivia, siendo para entonces la primera banda de Metal mexicano en llegar a esas tierras. La presentación de “Debajo de los cielos púrpura” se realizó en septiembre y octubre de ese mismo año con una extensa gira de más de 30 fechas por todo Estados Unidos.
El primer sencillo del cual también llegan a promocionar en la ciudad de Quito, Ecuador, como vocalista Leonardo Camachoisco fue “Decorado con clavos”, el cual se convirtió en todo un éxito en los canales de video mexicanos como Telehit, dando como consecuencia que la salida de “Tristeza de Lucifer” se tuviera que retrasar hasta el verano del 2001. El grupo se enfrasca entonces en una enorme gira por México y EE. UU. que duró más de año y medio.
En septiembre de 2002 regresan con un nuevo álbum, llamado “El amor supremo”, el disco más experimental del grupo y que incluye por primera vez teclados, grabado en el famoso “Studio 880” en San Pablo, California, bajo la producción de James Murphy (exguitarrista de grupos como Cancer, Death, Disincarnate, Testament y Konkhra). Este disco es muy importante para muchos fanes del grupo en Centroamérica porque fue el que les dio la oportunidad de llevarlos a presentarse por primera vez a principios del 2003 en países como El Salvador, donde eran esperados desde hacía ya varios años.
El éxito de esta primera aventura en Centroamérica superó las expectativas, apareciendo en las principales páginas de los más importantes diarios de la región y acaparando la atención de la televisión y la radio por igual.

### 20 años ondeando la bandera del metalyOdyssey in the Flesh(2007 - 2008)
Para el 2007 dan a conocer un álbum que lleva por nombre "20 Años Ondeando la Bandera del Metal", en conmemoración de sus 20 años en la escena nacional, el cual también llegan a promocionar en la ciudad de Quito, Ecuador, como vocalista Leonardo Camacho (Ex-Yakatarma, Ex-Exenferis), grabando también en este CD el track titulado "Flotando en las Aguas Negras".
En este año Transmetal ha logrado reunir en contadas ocasiones la alineación original para eventos en Estados Unidos y México, recientemente el Thrash Pimentel estuvo acompañando a la banda en un evento en Aguascalientes (noviembre de 2007). Alberto Pimentel ha permanecido con la banda alineando en la gira México Bárbaro 2008, teniendo giras en toda la república.
Para 2008 Transmetal ha entregado su álbum Odyssey in the Flesh, un álbum muy técnico con un sonido muy maduro y donde las vocales de Pimentel le dan temperamento a las líricas del álbum, tal vez menos brutal que en los anteriores trabajos donde esta alineación trabajaron juntos.

### DesdeDecadencia en la modernidadhastaPeregrinación a la cabeza de Cristo(2008-2016)
En 2011, a través de la disquera de Lorenzo Partida, La Mazakuata Records, Transmetal ha editado y sacado a la venta el disco titulado Decadencia en la modernidad, con Christ Menpart en las voces. Este álbum muestra la madurez del grupo y la innovación a pesar de los años de la banda, el disco fue acompañado con un DVD que lleva por nombre Renovación desde las ruinas.
Un año después Transmetal edita Indestructible y en el año 2014 es lanzado Peregrinación a la cabeza de Cristo que muestra un estilo lento pero pesado. Para el año 2013 Transmetal participa en el festival Hell and Heaven Fest siendo uno de los principales representantes de la escena mexicana, igualmente participaría en las ediciones del 2014 y 2016.

### 30 Aniversario (2017- actualidad)
En el marco del 30 aniversario de Transmetal, anuncian por sus sitios oficiales una gira por el continente europeo, este es un hecho relevante para la banda pues sería su primera gira por Europa, esto acompañado de un nuevo álbum de estudio que llevaría por nombre El trigésimo mandamiento.
Finalizando su gira europea el guitarrista Arturo Cabrera anuncia su salida del grupo, y poco tiempo después sacan a la luz un álbum en vivo grabado en tierras europeas.

## Miembros

### Actuales
- Juan Partida Bravo - Guitarra líder (1987-actualidad)
- Lorenzo Partida Bravo - Bajo (1987-actualidad)
- Javier Partida Bravo - Batería (1987-actualidad)
- Adrián Tena - Guitarra rítmica (2017 - actualidad)

### Anteriores
. Sergio Burgos - Voz (2014-2025)
- Chris Menpart - Voz (2009-2014)
- Dave Brewer - Bajo (2013)
- Alejandro González - Voz (1990-1992)
- Bruno Blázquez González - Voz (2005-2007)
- Mauricio Torres - Voz (1998-2004)
- Alberto Pimentel - Voz (1987-1990, 1992-1998, 2007-2009)
- Glen Benton - Voz (1994)
- Arturo Huizar - Voz (1998)
- Juan Carlos Camarena - Guitarra rítmica (1990-1992)
- Ernesto Torres - Guitarra rítmica (1998-2004)
- Antonio Tenorio - Guitarra rítmica (2005-2007)
- Arturo Cabrera - Guitarra rítmica (2015-2017)

### En Vivo
- Edgar García (Disgorge) - Bajo (2017)
- Adrián Tena (Ultratumba) - Guitarra rítmica (2016 - 2017)

## Discografía

### Álbumes de estudio
- Muerto en la Cruz (1988)
- Sepelio en el Mar (1990)
- Zona Muerta (1991)
- Amanecer en el Mausoleo (Regrabaciones, 1992)
- Crónicas de Dolor (1993)
- El Infierno de Dante  (1993)
- El Llamado de la Hembra (Regrabaciones, 1996)
- México Bárbaro  (1996)
- Las Alas del Emperador (1998)
- Debajo de los Cielos Púrpura (1999)
- Tristeza de Lucifer (2001)
- El Amor Supremo (2002)
- Lo Podrido Corona la Inmensidad (2004)
- Temple de Acero (2005)
- El Despertar de la Adversidad (2005)
- Progresión Neurótica (2006)
- 20 Años Ondeando la Bandera del Metal (2007)
- Decadencia en la Modernidad  (2011)
- Indestructible (2012)
- Peregrinación a la Cabeza de Cristo (2014)
- El Trigésimo Mandamiento (2017)
- Maldito Rock and Roll (2019)
- Demiurgo (2020)
- Adiós Satanás (2022)
- Lápidas Sin Epitafios (Regrabaciones, 2023)

### Álbumes en vivo
- En Vivo Vol.1 y Vol.2 (1992)
- XIII Años En Vivo Vol.1 y Vol.2 (2000)
- En Vivo Desde Tijuana (2010)
- Desde lo Más Profundo del Infierno (2016)
- Europa... Hemos Llegado!!! (2018)
- Supervivencia en el México Bárbaro: En Vivo (2019)
- Thrash Increíble en Cuernavaca (2020)

### Álbumes en inglés
- Burial at Sea (1992)
- Dante's Inferno (1993)
- 17 Years Down in Hell (2004)
- Odyssey in the Flesh (2008)

### Recopilaciones
- Veloz y Devastador Metal (1995)
- Batalla por el Infierno (2007)
- Clásicos  (2013)
- Clásicos II (2015)

## Entrevistas
- ENTREVISTA Entrevista realizada a Lorenzo Partida por el periodista Ulysses Ozaeta. En esta ocasión el bajista y líder, cuenta su infancia y génesis de Transmetal.